# Канадиан Тайр Центр
Канадиан Тайр Центр (англ. Canadian Tire Centre) — многофункциональный спортивный комплекс в Оттаве, Онтарио, Канада. Является домашней ареной для команды «Оттава Сенаторз» (НХЛ), а также принимает игры Университетского чемпионата по баскетболу.
При открытии в январе 1996 году носил название «Палладиум» (англ. The Palladium), с февраля 1996 года по февраль 2006 года назывался «Корел-Центр» (англ. Corel Centre), с 2006 по 2013 годы «Скошиабанк-плейс» (англ. Scotiabank Place). В комплексе также размещается Зал славы спорта Оттавы, несколько ресторанов и фитнес-комплекс. Включая стоячие места арена может принять 20 500 человек.

## События
На арене проходило несколько значимых спортивных мероприятиях. «Канадиан Тайр Центр» принимал третью и четвёртую игры финала Кубка Стэнли 2007 года. Здесь проходило два чемпионата мира по хоккею: в 2009 году чемпионат мира по хоккею с шайбой среди молодёжных команд, а в 2013 году чемпионат мира по хоккею с шайбой среди женщин. 15 апреля 1999 года Уэйн Гретцки сыграл здесь свою последнюю игру в Канаде.
На арене проходило также множество концертов известных артистов, таких как Пол Маккартни, Genesis, AC/DC, Тейлор Свифт, Джастин Бибер, The Eagles, U2, Green Day, Элтон Джон, Kiss, Lady Gaga, Эд Ширан, Кэти Перри, Metallica, One Direction, Pearl Jam, Prince, Rihanna, Роджер Уотерс, Rush, Барбра Стрейзанд, Шанайя Твейн и Мадонна, на концерт которой 15 000 билетов были выкуплены за 21 минуту, что стало самым быстропродаваемым концертом в истории Оттавы. В 2003 и 2012 году в «Канадиен Тайер Центр» проходила церемония вручения премии Джуно.
В июне 1998 года на арене проходила последняя кампания в Канаде проповедника Билли Грэма. Всего за четыре дня кампании её посетило 100 000 человек, включая 28 000 человек посетившие субботние мероприятия и 25 000 человек, пришедшие на пятничный концерт группы Jars of Clay.